# Вільноуланівське
Вільноула́нівське — село в Україні, в Запорізькому районі Запорізької області. Входить до складу Михайлівської сільської громади. 
Площа села – 39,5 га. Кількість дворів – 58, кількість населення на 01.01.2007 р.  –  61 чол. 

## Географія
Село Вільноуланівське знаходиться на лівому березі річки Вільнянка, вище за течією на відстані 2,5 км розташоване село Михайлівка, на протилежному березі - село Вільнокур'янівське.
Село розташоване за 25 км від міста Вільнянськ, за 16 км від обласного центра. 
Найближча залізнична станція – платформа № 13 км – знаходиться за 7 км від села.

## Історія
Село Вільноуланівське утворилось в 1920-х роках, тут оселялися вихідці з інших сіл краю. 
В 1932-1933 селяни пережили сталінський геноцид.
З 24 серпня 1991 року село входить до складу незалежної України.
До 2018 року орган місцевого самоврядування — Люцернянська сільська рада.
День села відзначається 14 жовтня.